# Таллинский электротехнический завод имени М. И. Калинина
Та́ллинский электротехни́ческий заво́д и́мени М. И. Кали́нина (эст. Tallinna M. Kalinini nimeline Elektrotehnika Tehas) был основан в 1870 году как «Главные железнодорожные мастерские Балтийской железной дороги». Основное производство находилось в Таллине на перекрёстке улиц Копли и Теллискиви, на территории нынешнего микрорайона Пельгулинн; вспомогательные производства находились в Нарве и Гатчине. Предприятие иногда путают с Таллинским заводом «Вольта», так как М. И. Калинин в 1901—1903 годах работал и на том, и на другом заводе.

## История завода

### В Российской империи
Главные железнодорожные мастерские Балтийской железной дороги (эст. Balti Raudtee Peatehased, в буквальном переводе — «Главные заводы Балтийской железной дороги») первоначально располагались в депо, рассчитанном на 12 локомотивов. Депо было построено рядом с Балтийским вокзалом Ревеля из природного известняка и отделано красным кирпичом. В 1873—1874 годах было дополнительно построено депо на 6 локомотивов и мастерская.
В 1894 году в Главных Ревельских железнодорожных мастерских было завершено сооружение уже третьего специального императорского поезда. Состав для «заграничной колеи» в ходе постройки было решено использовать и для перемещений царской семьи внутри страны. Для этого была разработана процедура смены скатов заграничной колеи на «русскую». Было завершено сооружение нового специального императорского поезда на десять вагонов. Состав отличался от других императорских поездов: концепция роскошного дворца на колесах после крушения императорского поезда 1888 года уступила место более скромному, но функциональному решению с применением новейших технических достижений своего времени. Так появился состав с межвагонными переходами в виде «гармошки», с собственной электростанцией, телефонной связью, паровым отоплением, системой вентиляции и водоотталкивающими циновками вокруг ванны с покрытием из чистого серебра.
В 1880 году на заводе работало около 500 рабочих, в 1914 году — около 1500.

### В Первой Эстонской Республике

#### Электромоторные вагоны
В годы Первой Эстонской Республики (1918—1940) железная дорога и вагоноремонтные заводы на эстонской территории были национализированы. В 1920—1940 годах предприятие называлось «Таллинские железнодорожные мастерские». В 1923 году Правительство Эстонии выделило финансы для электрификации отрезка железной дороги Таллин—Пяэскюла. Было завезено производственное оборудование германских и шведских заводов MAN, Siemens-Schuckert и ASEA, и в 1924 году на Главных заводах Балтийской железной дороги на базе пассажирских вагонов третьего класса бывшей Российской империи стали строить эстонские электромоторные вагоны M1, M2 и M3. Ходовая часть и электроустановки вагонов, а также четыре электромотора мощностью в 70 лошадиных сил были произведены на германском заводе «Сименс-Шукерт» (Siemens-Shuckert).
В 1927 году на Главных заводах Балтийской железной дороги был закончен четвёртый электромоторный вагон M4, в котором немецким был только электромотор от завода «Сименс-Шукерт».
В середине 1930-х годов на заводе также провели модернизацию кузовов вагонов, в ходе которой обновили их стены, меблировку, моторы и внешний вид. После завершения в 1931 году строительства участка железной дороги Рапла — Виртсу в течение нескольких последующих лет для него было построено почти 300 вагонов. В 1939 году, в рамках программы обновления эстонской железной дороги, на Главных Железнодорожных заводах было начато строительство двух усовершенствованных электромоторных вагонов. Новые кузова вагонов с автоматическими дверями были готовы осенью 1940 года, однако проект остался незавершённым: по распоряжению советской власти их доставили в расположенный недалеко от Москвы Мытищинский вагоностроительный завод. Четыре ранее построенных в Эстонии электромоторных вагона в июне 1941 года отогнали в Сибирь, на Пермскую железную дорогу.

#### Вагоны с моторами внутреннего сгорания
В 1927—1930 годах были построены 5 ширококолейных вагонов с бензиновыми моторами в основном для Южно-Эстонской линии (Эльва — Тарту —Йыгева и Тарту — Пыльва — Печоры — Выру — Валга). Кузова и шасси вагонов с бензиновыми моторами делали в Таллине, однако моторы заказывали в Германии.
В 1935 году для ширококолейного участка железной дороги Таллин — Хаапсалу был изготовлен один дизельный вагон с электрическим приводом DeM31. Вагон был укомплектован дизельным мотором из Дании, электромоторами из Швеции и электрогенератором, произведённым на Таллинском заводе «Вольта». Вагон с маркировкой «DeM 31» эксплуатировался в Германии на линии Берлин — Гамбург.

#### Электрические трамваи
В 1928 году на Главных заводах Железной дороги для Таллина были построены электрические трамваи № 23-26 (с электрооборудованием, поставленным германским заводом «Сименс-Шукерт»), которые были в ходу в эстонской столице до 1966 года.

#### Железнодорожные омнибусы
В 1937 году на Главных Заводах Балтийской железной дороги были построены узкоколейные железнодорожные омнибусы Ro-12. В 1930 годах они использовались в уезде Ярвамаа на линии Тюри — Пайде — Тамсалу.

### В Советской Эстонии
После присоединения Эстонии к СССР, с августа 1940 года предприятие стало носить название «Железнодорожный завод имени М. И. Калинина».
В июле 1941 года завод эвакуирован в Вологду. Во время войны завод ремонтирует паровозы, вышедшие из-под бомбёжек, делает бронепоезда. В июле 1945 года, после возвращения производства в Таллин, он получает название «Таллиннский паровозо-вагоноремонтный завод имени М. И. Калинина».
17 февраля 1958 года выходит постановление Совета Министров СССР № 464р «О передаче завода в ведение Совета Народного хозяйства Эстонской ССР и об организации на нём производства ртутных выпрямителей комплектно с электрооборудованием  для электрификации железнодорожного транспорта». В июле того же года предприятие переименовывается в Завод ртутных выпрямителей им. М. И. Калинина. На предприятие возлагается задача по освоению серийного производства запаянных ртутных вентилей — игнитронов. Начинается реконструкция завода: сносятся старые мастерские, на их месте строятся новые современные цеха.
К 1 мая 1959 года на заводе выпускается первый игнитрон ИВС-300, в январе 1960 года — первый тяговый трансформатор ОЦР–5600. С этого же времени начинается производство преобразовательных установок для электровозов. В 1961 году на заводе закладываются основы будущего полупроводникового производства, и с этой целью формируется специальное конструкторское бюро (СКБ) по разработке силовых полупроводниковых приборов.
В 1962 году директором завода назначается Виктор Антонович Гарнык, главным инженером становится Зиновий Савельевич Иоспа. В июне 1962 года выпускается первый полупроводниковый вентиль ВК-200.
В январе 1963 года изготавливается первая преобразовательная установка на полупроводниках для электропоезда ЭР-19, выпускавшегося тогда в Риге. В эти же годы начинаются разработки и поставки преобразователей для тяговых подстанций железных дорог и метрополитена для всех республик бывшего СССР.
1964 год — начато строительство цеха силовых полупроводниковых приборов. В марте того же года предприятие посещает президент Финляндии Урхо Калева Кекконен.
В 1965 году группе работников завода присуждается премия Советской Эстонии за создание и внедрение игнитрона ИВУ-500/5. Этот же год становится началом серийного производства силовых полупроводниковых приборов. Заводу присваивается звание «Предприятия коммунистического труда».
25 декабря 1967 года, в связи с изменением профиля производства, предприятию присваивается новое название — Таллинский электротехнический завод им. М. И. Калинина.
В 1968 году разрабатываются и сдаются в производство первые в СССР частотные силовые диоды (вентили) серии ВЧ (ВЧ-100, ВЧ-160, ВЧ-200) и первые частотные силовые тиристоры серии ТЧ (ТЧ-16, ТЧ-40, ТЧ-63, ТЧ-100). Начинаются разработки преобразователей для индукционного нагрева серии ТПЧ для плавки, закалки и нагрева металлов. Завод награждается Золотой медалью Международной Лейпцигской ярмарки.
Одной из важных работ завода в 1967—1970 годах является поставка оборудования для прокатного стана металлургического комбината в Галаце (Румыния). В эти же годы выполняется крупнейший заказ для металлургического комбината в Бокаро (Индия), куда были отправлены сотни вагонов с оборудованием для прокатных станов и цехов холодной прокатки.
26 ноября 1970 года указом Президиума Верховного Совета СССР завод награждается орденом Трудового Красного Знамени.
В 1970 году предприятие участвует в проекте изготовления и запуска первого советского лунохода, поставляя специальные тиристоры серии ТЧИ.
1971 год — разработка и начало производства первых преобразовательных установок для тяговых подстанций электрифицированных железных дорог серии ПВЭ-3 на лавинных вентилях.
1972 год — разработка и изготовление первого преобразователя для электропривода типа СПЧРС для аэродинамической трубы ЦАГИ (Центральный аэрогидродинамический институт). Предприятие участвует в поставке оборудования на металлургический комбинат в Исфахан (Республика Иран). Учитывая важность этого проекта, а также большую роль завода в его реализации, в октябре этого же года предприятие посещает Шахиншах Ирана Мохаммед Реза Пехлеви.
1973 год — происходит объединение завода с Научно-исследовательским и проектно-технологическим институтом систем планирования и управления в электротехнической промышленности (в дальнейшем – НИИ ТЭЗ им. М.И. Калинина).
1974 год — разработка и изготовление первого в СССР преобразователя серии АПЧС для обслуживания воздушных судов.
1977 год — разработка и постановка на производство комплектных тиристорных установок привода постоянного тока (КТУ) для прокатных станов предприятий СССР, Венгрии, Египта, Румынии.
1979 год — численность работников завода по состоянию на начало года составляет 3984 человека.
1981 год — регистрация торгового знака ESTEL.
1982 год — предприятие переименовывается в Производственное объединение «Таллинский электротехнический завод имени М. И. Калинина».
1986 год — разработка, изготовление, постановка на производство серии источников стабилизированного тока (ИСТ) для Института физики имени Курчатова.
1987 год – начальник заводского СКБ Виктор Леонидович Кузьмин в составе группы авторов становится лауреатом Государственной премии СССР в области науки и техники.
В 1988 году предприятие переходит на вторую модель хозрасчета.
1988 год — предприятие переименовывается в Научно-производственное объединение «Электротехника».
1989 год — внедрение метода литья алюминия в электромагнитном поле на алюминиевом заводе в Наг-Хаммади (Египет).
В 1990 году завод участвует в проекте поставки оборудования для ЦЕРН (CERN) — европейской организации по ядерным исследованиям и крупнейшей в мире лаборатории физики высоких энергий.
1991 год — разработана унифицированная серия выпрямителей для магистральных тепловозов.

### После выхода Эстонии из состава СССР
В 1991 году предприятие переходит в собственность Эстонской республики и меняет название на RAS «Estel» (государственное акционерное общество Estel). С образованием независимых государств и вводом национальных валют у завода возникают проблемы с финансами, законы взаиморасчётов между компаниями и странами перестают работать. Экономическая ситуация на предприятии стремительно ухудшается.
Осенью 1993 года приказом Министерства экономики ЭР генеральным директором НПО «Электротехника» назначается Сергей Фролов. Совместно с Министерством экономики и консультационной фирмой «Mainor» подготавливается программа приватизации и санирования RAS Еstel. В рамках этой программы в мае 1994 года создаётся акционерное общество Estel Pluss AS — в настоящее время это Таллинский электротехнический завод «Estel». В 2006 году предприятие покидает историческую территорию по адресу ул. Теллискиви 60 и переезжает на новые площади, расположенные по адресу ул. Куули 6 (район Ласнамяэ).
С 2007 года на территории бывшего завода началось cоздание Творческого городка Теллискиви, который в 2024 году стал частью возводящегося в городе нового делового, культурного и исторического квартала — квартала «Теллискиви».

### Директора завода
- 1956—1959 — Валентин Андреевич Харитонов
- 1959 год — Эдвин-Виктор-Фридольф Амбросен
- 1960—1962 — Бенедикт Леонович Войтикс
- 1962—1977 — Виктор Антонович Гарнык
- 1977—1981 — Эльмар Александрович Тамберг
- 1981—1993 — Владимир Александрович Мирошниченко
- 1993 год — Анатолий Васильевич Хижняков
- 1993—1995 — Сергей Павлович Фролов

### Кинохроника
На киностудии «Таллинфильм» в советское время были сняты документальные фильмы о заводе имени Калинина:
- 1961 — M. I. Kalinini nim Elavhõbealaldite Tehases / На заводе ртутных выпрямителей им. М. И. Калинина, режиссёр Владимир Парвель
- 1967 — M. I. Kalinini nim Elektrotehnika Tehases / На электротехническом заводе им. М. И. Калинина, режиссёр Реэт Касесалу (Reet Kasesalu)
- 1970 — Film M. I. Kalinini Elektrotehnika tehase 100. aastapäeva auks "Lenini kaasaegne" / Фильм в честь 100-летия Таллинского Завода имени М. И. Калинина "Ровесник Ильича", операторы V. Maak , P. Tooming
- 1970 — M. I. Kalinini nimelises Tallinna Elektrotehnika Tehases / На Таллинском Электротехническом заводе имени М. И. Калинина, режиссёр Пеэп Пукс (Peep Puks)
- 1970 — M. I. Kalinini nimelises Tallinna Elektrotehnika Tehases / На Таллинском Электротехническом заводе имени М. И. Калинина, режиссёр Виталий Горбунов (Vitali Gorbunov)
- 1973 — Kommunistlik laupäevak Kalinini nimelises Elektrotehnika Tehases / Коммунистический субботник на Электротехническом заводе имени Калинина, режиссёр Юло Тамбек (Ülo Tambek)
- 1973 — Kalinini nim Elektrotehnikatehase ratsionaliseerijad / Рационализаторы Электротехнического завода им. Калинина, режиссёр Семён Школьников
- 1975 — Juhendaja Mihhail Estraich S. M. Kalinini nim Tallinna Elektrotehnika Tehasest / Руководитель Михаил Эстрайх о Таллинском Электротехническом заводе им. M.  Калинина, режиссёр Реэт Касесалу (Reet Kasesalu)
- 1976 — Kvaliteedivõistlus Kalinini nim Elektrotehnika tehases / Соревнование по качеству на Таллинском Электротехническом заводе им. Калинина, режиссёр Семён Школьников
- 1980 — M. Kalinini nim Tallinna Elektrotehnika Tehases / На Таллинском Электротехническом заводе им. М. Калинина, режиссёр Виталий Горбунов
- 1983 — M. I. Kalinini nimelise Elektrotehnikatehase abimajand Võru rajoonis Kuldres / Вспомогательное хозяйство Электротехнического завода имени М. И. Калинина в деревне Кулдре Выруского района, режиссёр Эвальд Вахер (Evald Vaher)